# Хиросимский залив
Хиросимский залив, Хиросима-Ван или Хиросима (яп. 広島湾 хиросима-ван) — залив в море Аки, западной части Внутреннего Японского моря. Площадь залива составляет примерно 1000 км². Наибольшая глубина достигает 25 м. Ограничен от основной части моря островами Курахаси префектуры Хиросима и Суо-Осима префектуры Ямагути. В заливе лежат острова Эта, Номи, Ицукусима, Ниносима и другие. Береговая линия сильно изрезана. В северной части залива находится дельта реки Ота и Хиросимская равнина, где раскинулся город Хиросима, а в западной — дельта реки Нисики, место нахождения города Ивакуни.
С XVIII века в водах залива разводят устриц, водоросли нори, креветок, камбал, пагр и т. д. Крупнейшие города — Хиросима, Ивакуни, Отакэ и Куре. Значительная часть береговой линии отведена для промышленных нужд — судостроительных, машиностроительных и нефтеперерабатывающих предприятий.
Местом паломничества туристов служат водяные ворота святилища Ицукусима.
24 июля 1945 года в водах залива был затоплен тяжёлый крейсер «Тонэ» после трёх прямых попаданий 250-кг и 500-кг бомб с самолётов американского лёгкого авианосца «Монтерей». Весной 1948 года корпус крейсера был поднят и отбуксирован в акваторию Куре, где к концу сентября того же года был разобран на металл.